# Pheidole ochracea
Pheidole ochracea được Eguchi, K. phát hiện và mô tả vào năm 2008.